# Сан Мартино Санита
Сан Мартино Санита (итал. San Martino Sannita) је насеље у Италији у округу Беневенто, региону Кампанија.
Према процени из 2011. у насељу је живело 298 становника. Насеље се налази на надморској висини од 444 м.

## Становништво
Према резултатима пописа становништва 2011. у општини је живело 1.277 становника.
| 1931. | 1936. | 1951. | 1961. | 1971. | 1981. | 1991. | 2001. | 2011. |
| ----- | ----- | ----- | ----- | ----- | ----- | ----- | ----- | ----- |
| 1.862 | 1.868 | 1.900 | 1.703 | 1.195 | 1.084 | 1.199 | 1.180 | 1.277 |